# Olivier de Funès
Pour les articles homonymes, voir Famille de Funès.
Olivier de Funès, né le 11 août 1949 dans le 9e arrondissement de Paris, est un acteur et pilote de ligne français.
Fils de l'acteur comique Louis de Funès, il entame, sur son invitation, une carrière d'acteur de 1965 à 1973. Sur près de huit ans, il apparaît aux côtés de son père dans six films — Fantomas se déchaîne, Le Grand Restaurant, Les Grandes Vacances, Hibernatus, L'Homme orchestre et Sur un arbre perché — et une pièce de théâtre, Oscar. Il s'oriente ensuite vers le métier de pilote d'avion, qui l'intéressait davantage.
Après la mort de son père en 1983, il entretient son souvenir et gère son image, avec son frère Patrick, notamment en co-écrivant avec celui-ci la biographie Louis de Funès : Ne parlez pas trop de moi, les enfants !, parue en 2005. Tous deux apparaissent dans des documentaires ou des reportages à la télévision, et administrent l'association gérant un premier musée consacré à Louis de Funès dans leur ancien château au Cellier (Loire-Atlantique), de 2013 à 2016. Un deuxième musée ouvre en 2019 à Saint-Raphaël dans le Var.

## Biographie

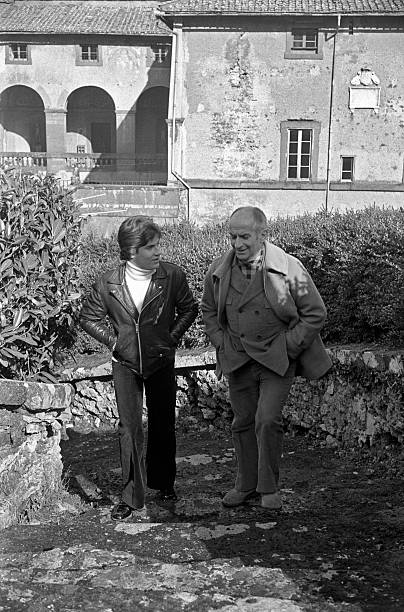
Olivier et Louis de Funès lors du tournage du film L'Homme orchestre, en 1970.

Olivier Pierre de Funès de Galarza est le troisième fils de Louis de Funès et de sa seconde épouse, Jeanne Augustine Barthélémy (1914-2015) ; il est également le frère du médecin et écrivain Patrick de Funès et demi-frère de Daniel (issu d'un premier mariage). Il passe une partie de son enfance à Saint-Clair-sur-Epte (famille de Funès).
Olivier de Funès fait son service militaire à Montluçon (Allier).
Olivier joue dans six longs-métrages en compagnie de son père, sous sa bienveillante supervision.
Dans L'Homme orchestre, Olivier de Funès chante en duo avec son père. Le compositeur de la musique du film, François de Roubaix, profite du fait qu'Olivier de Funès joue de la batterie pour réaliser également une séquence musicale spécialement conçue pour lui ; un thème que Raymond Lefèvre a déjà exploité dans Les Grandes Vacances, où Olivier de Funès joue de la batterie, dans la scène du « cauchemar pop », dont l'interprétation musicale est présente dans la bande originale du film.
Il joue aussi de la batterie pour la bande originale du film Un peu, beaucoup, passionnément....
Olivier de Funès tient son rôle le plus important dans Sur un arbre perché, sorti en 1971, dans lequel il partage la vedette avec son père et Géraldine Chaplin et il s'agit de sa dernière participation d'acteur dans un film. Tout en appréciant le travail de comédien, Olivier de Funès estime que ce métier s'avère trop précaire et pénible, accusant de longues périodes d'inactivité entre les plans. Aussi, après avoir terminé les études commerciales qu'il a suivies parallèlement à ses apparitions au cinéma, il renonce définitivement à être acteur pour poursuivre son rêve de devenir pilote d'avion. Il devient copilote chez Air Inter, puis commandant de bord pour la compagnie Air France.
En 1977, il épouse à Paris Dominique Watrin (née en 1956), dont il a trois enfants : Julia de Funès, philosophe (née en 1979), et des jumeaux, Adrien et Charles (nés en 1996),.
En 2005, il publie Louis de Funès : ne parlez pas trop de moi, les enfants !, qui est consacré à son père et qu'il a coécrit avec son frère Patrick.
En 2013, il surveille et participe à l'élaboration du scénario de Pourquoi j'ai pas mangé mon père qui est un film d'animation réalisé par Jamel Debbouze et Frédéric Fougea. Dans ce film, l'un des personnages principaux reprend les traits et caractères de son père.
En 2014, il devient administrateur du Musée de Louis, situé au château de Clermont sur la commune du Cellier
En 2016, le musée ferme ses portes au Cellier, faute de subventions. En 2019, un nouveau musée consacré à l'acteur est inauguré le 31 juillet 2019 à Saint-Raphaël dans le Var, jour du cent cinquième anniversaire de la naissance de Louis de Funès, sous l'impulsion de sa petite-fille.
En 2023, Olivier de Funès confirme son soutien à l'association « Sur les traces de Louis de Funès » domiciliée au Cellier; association regroupant les Cellariens et Nantais ayant côtoyé Louis de Funès au Cellier.

## Filmographie
- 1965 : Fantomas se déchaîne d'André Hunebelle : Michou, le jeune frère de la photographe Hélène jouée par Mylène Demongeot ; Louis de Funès tenant le rôle du commissaire Juve.
- 1966 : Le Grand Restaurant de Jacques Besnard : l'apprenti et filleul du chef-cuisinier Marcel ; Louis de Funès interprétant Septime, propriétaire du restaurant du même nom.
- 1967 : Les Grandes Vacances de Jean Girault : Gérard Bosquier, fils de Charles Bosquier, incarné par Louis de Funès
- 1969 : Hibernatus d'Édouard Molinaro : Didier de Tartas, fils d'Hubert de Tartas, joué par Louis de Funès.
- 1970 : L'Homme orchestre de Serge Korber : Philippe, neveu d'Evan Evans, joué par Louis de Funès.
- 1971 : Sur un arbre perché de Serge Korber : un des deux auto-stoppeurs coincés dans la voiture de l'industriel Henri Roubier interprété par Louis de Funès.

## Théâtre
- 1971 à 1973 : Oscar, de Claude Magnier, au Théâtre du Palais-Royal

## Publication
- Olivier de Funès et Patrick de Funès, Louis de Funès : ne parlez pas trop de moi, les enfants !, Paris, Cherche midi, coll. « Documents », 2005, 304 p. (ISBN 2-749-10372-X et 9782749103723).

### Biographies
- Olivier de Funès et Patrick de Funès, Louis de Funès : « Ne parlez pas trop de moi, les enfants ! », Paris, Le Cherche Midi, coll. « Collection Documents », 2005 (réimpr. 2013  (ISBN 978-2-7491-2974-7)), 304 p. (ISBN 2-7491-0372-X).